# سانت ميشيل دي اتالايا
سانت ميشيل دي اتالايا هي مدينة من مدن هايتي. يبلغ عدد سكانها 95,216 نسمة وذلك حسب إحصائيات سنة 2003. يبلغ ارتفاع المدينة عن سطح البحر قرابة 420 متر.

## أعلام
- ريغينال غورو